# Mr. M (álbum de Lambchop)
Mr. M es un álbum de estudio de la banda americana de rock Lambchop, lanzado en 2012 por Merge Records. Pitchfork Media lo ubicó en el puesto #50 de su lista Top 50 álbumes de 2012.

## Lista de canciones
1. "If Not I'll Just Die"
2. "2B2"
3. "Gone Tomorrow"
4. "Mr. Met"
5. "Gar"
6. "Nice Without Mercy"
7. "Buttons"
8. "The Good Life (is wasted)"
9. "Kind Of"
10. "Betty's Overture"
11. "Never My Love"